# Rückeroberung der Philippinen
Luzon

Mindoro – Lingayen  – Bataan – Manila – Corregidor
Visayas

Leyte – TE/WA – Panay – Simara – Negros – Cebu City
Mindanao

Bukidnon – Maguindanao/Cotabato – Davao
Operationen zur See

Convoy Hi-71 – Shin'yō Maru Vorfall – Formosa  – Golf von Leyte – Bucht von Ormoc – Convoy Hi-81 – Südchinesisches Meer – Taipeh  – Schlacht am 24. Juli 1945
Die Rückeroberung der Philippinen war eine militärische Operation im Zweiten Weltkrieg, die 1944 und 1945 im Rahmen des Pazifikkrieges von den amerikanischen Streitkräften und der Kaiserlich Japanischen Armee ausgetragen wurde. Schauplatz waren die Inseln der Philippinen, die 1942 von den Japanern besetzt worden waren und nun durch die US-Truppen zurückerobert wurden.

## Strategische Bedeutung der Philippinen
Für die Japaner war es kriegsentscheidend, die Philippinen unter ihrer Kontrolle zu behalten, weil amerikanische Truppen von dort aus die japanischen Verbände im Pazifik von den restlichen kaiserlich japanischen Streitkräften in China, Burma und Indochina isolieren konnten. Die Philippinen konnten von den Amerikanern, im Falle einer späteren Rückeroberung von Borneo oder Singapur, als vorgeschobene Operationsbasis benutzt werden und auch als Basis für Luftangriffe dienen. Außerdem war der Archipel für die japanische Kriegsindustrie eine sehr wichtige Quelle für Versorgungsgüter, speziell für Gummi und Leinen. Strategisch waren die Philippinen für Japan eine Schlüsselposition auf den Seerouten von Borneo und Sumatra, auf denen das kriegswichtige Erdöl nach Japan transportiert wurde.

## Inselkampagnen
Insgesamt fanden Kämpfe auf allen Insel des Archipels statt, doch die wichtigsten Schlachten wurden auf den Inseln Luzon, Leyte, Mindoro, Mindanao sowie auf den Visayas-Inseln geschlagen:
- Die Schlacht um Leyte begann im Oktober und endete im Dezember 1944 und markierte den Beginn der Rückeroberung der Philippinen. Zusätzlich zur amerikanischen Amphibienlandung erfolgte auch eine Seeschlacht zwischen der US Navy und der Kaiserlich Japanischen Marine. Die japanische Flotte wurde dabei fast vollkommen vernichtet.
- Die Schlacht um Mindoro fand im Dezember 1944 statt. Die Insel Mindoro wurde innerhalb von drei Tagen von den Japanern befreit.
- Die Schlacht um Luzon begann im Januar 1945 mit der US-Landung im Golf von Lingayen und dauerten mehr als sechs Monate. Der Dschungel von Luzon bot den Japanern viele Verstecke und Verteidigungsmöglichkeiten. Bereits am 2. Februar wurde Manila – die Hauptstadt der Philippinen – von Einheiten der 1. US-Kavalleriedivision erreicht und besetzt. Die Kämpfe auf der Insel endeten am 2. September 1945, als General Yamashita Tomoyuki, Oberbefehlshaber der japanischen Truppen auf der Insel, ihre bedingungslose Kapitulation unterzeichnete.
- Die Schlacht um Mindanao begann im März 1945 und endete im August, als die japanischen Besatzer der Insel endgültig kapitulierten.
- Die Schlacht um die Visayas begann ebenfalls im März 1945 und endete im Mai, als die vier Inseln Cebu, Negros, Panay und Bohol als gesichert betrachtet wurden. Doch die überlebenden japanischen Soldaten kapitulierten erst im August.